# Benjaminiola cirphidia
Benjaminiola cirphidia är en fjärilsart som beskrevs av George Francis Hampson 1910. Benjaminiola cirphidia ingår i släktet Benjaminiola och familjen nattflyn. Inga underarter finns listade i Catalogue of Life.